# A Voice in the Dark
A Voice in the Dark er en amerikansk stumfilm fra 1921 af Frank Lloyd.

## Medvirkende
- Ramsey Wallace som Harlan Day
- Irene Rich som Blanche Walton
- Alec B. Francis som Joseph Crampton
- Alan Hale Sr. som Dr. Hugh Sainsbury
- Ora Carew som Adele Walton
- William Scott som Chester Thomas